# Zbtb7
Zbtb7（ズィービーティービーセブン）は、がんの主スイッチとして働くとされる遺伝子。これを発見した研究チームのリーダーでニューヨークのメモリアル・スローン・ケッタリングがんセンター（MSKCC）の遺伝学者ピエール・パオロ・パンドルフィ博士は、ポケモン遺伝子（Zbtb7の旧称）が他のがん遺伝子がガンを引き起こす際に必要とされる事がユニークであると述べた。

## 改称
この遺伝子は元々Pokemon（ポケモン）と命名されていた。POK赤血球系・骨髄球性幼若化因子（POK Erythroid, Myeloid ONtogenic factor）という語の頭字語であり、Pokémon（ゲームのポケモンの英字綴り）のバクロニムである。
株式会社ポケモンの米国法人であるPokémon USAは彼等の商標が癌を引き起こす遺伝子と同じ名前を持つことで悪評に結びつくことを危惧して、法的措置を執り行うと2005年12月にMSKCCへ警告を送り、遺伝子はZbtb7へ改称された。